# Не могу кончить
«Не могу кончить» — альбом рок-группы «Выход», записанный в феврале-марте 1991 года на квартире звукорежиссёра Андрея Шевцова; выпущен он был только в 1993 году. Автор песен — Сергей «СиЛя» Селюнин, художественное оформление обложки — Ирина Левшакова.

## Список композиций
| 1993 (LP)                  | 2003 (CD)                                                                      |
| -------------------------- | ------------------------------------------------------------------------------ |
| Больше презеров            | Больше презеров                                                                |
| Инспектор ГАИ              | Инспектор ГАИ                                                                  |
| Женщины как лошади         | Женщины как лошади                                                             |
| Не могу кончить            | Не могу кончить                                                                |
| Как мало любви             | Как мало любви                                                                 |
| День большой осы           | День большой осы                                                               |
| Безобразия                 | Безобразия                                                                     |
| Вверх головой, ногами вниз | Вверх головой, ногами вниз                                                     |
| Сайр-ал-ибад-ил-ал-меад    | Сайр-ал-ибад-ил-ал-меад                                                        |
|                            | Автопилот (СиЛя и А.Лаэртский)                                                 |
|                            | bonus                                                                          |
|                            | + Не могу кончить (видео, mp4) + Интервью на радио «Эхо Москвы» (mp3; 90 мин.) |

## Музыканты
- Иван Воропаев — альт, мандолина
- Олег Сакмаров — флейта
- Петр Акимов — виолончель
- Александр Гольеж — драм-машина
- Сергей СиЛя Селюнин — вокал, гитары.

## Отзывы критики
На альбомчике — и старые, и относительно новые песни, все — как прежде, только запись уже профессиональная и слушается как добротная пластинка. Силя — патриарх «этих дел»: он проторил дорогу для Лаэртского, «Х.З.» и многих-многих прочих. И патриарх этот до сих пор в отличной форме, ушла прежняя халява — и бог с ней. Песни Сили, не в пример многим последователям, не стареют и выдерживают проверку временем.— Алексей Коблов, журнал «КонтрКультУр’а» (1991)

Запись альбома произведена в 1991 году в домашних условиях, а многие темы сочинены на заре перестройки: это сказывается как в мутноватом саунде, так и в отдельных общественно-политических реалиях, проскальзывающих в текстах. Но всё это — пена и пузыри, несомые мощным потоком силиного остроумия, подкрашенного и характерной дао-хипповской мудростью, и бахтинской «поэтикой телесного низа», и ёрнической социальной иронией. Анандавардхана (IX век) сравнивал поэтическое настроение с нитью, на которую нанизана гирлянда цветов; в данном случае такая нить тоже ощутима. Это, несомненно, психоделия: она — и в рассыпанных по текстам лукавствах, и в фантастически-роскошном дизайне — весь конверт обсажен неоново-горящими грибами… Под стать музыка, от знойно-марихуанного карибского рэггей до томной, сладострастной, кальянно-опийной арабской неги. Словом, день большой осы — восходящий большой день российского психоделика.— Алексей Курбановский («Rock-Fuzz», 1993)

## Интересные факты
- Песни Сергея Селюнина «Больше презеров» и «Не могу кончить» впервые были записаны и получили известность за год до записи альбома «Не могу кончить». Их премьера состоялась в рамках альбома «Говнорок», записанного в 1990 году группой «Чёрные индюки» (то был недолговременный совместный проект музыкантов групп «Ноль», «Выход», «Маньяки» и «Время любить»)[3]. Чуть позже песня «День большой осы» вошла в альбом группы «Ноль» «Созрела дурь».